# Norrören, Nagu
Norrören är en ö nära Stenskär i Nagu,  Finland. Den ligger i Skärgårdshavet i Pargas stad i landskapet Egentliga Finland, i den sydvästra delen av landet. Ön ligger omkring 3 kilometer väster om Stenskär, 14 kilometer sydost om Nagu kyrka, 44 kilometer söder om Åbo och omkring 160 kilometer väster om Helsingfors. Närmaste allmänna förbindelse är förbindelsebryggan vid Grötö som trafikeras av M/S Nordep och M/S Cheri.
Öns area är 1,9 hektar och dess största längd är 240 meter i sydöst-nordvästlig riktning. Närmaste större samhälle är Nagu, 13,7 km norr om Norrören.